# Jan Kornaus (historyk)
Jan Kornaus – polski historyk, mediewista. 

## Życiorys
Studiował historię we Lwowie i tamże uzyskał doktorat w 1932 roku pod kierunkiem Stanisława Zakrzewskiego (Stosunki prawne i ekonomiczne ludności włościańskiej w ziemi lwowskiej od końca XIV do XVIII wieku). 

## Wybrane publikacje
- Jan Długosz, geograf polski XV wieku = Joannes Długosz, the Polish geographer of the XV. century, Lwów - Warszawa: Książnica-Atlas 1925.